# Medias de compresión graduada

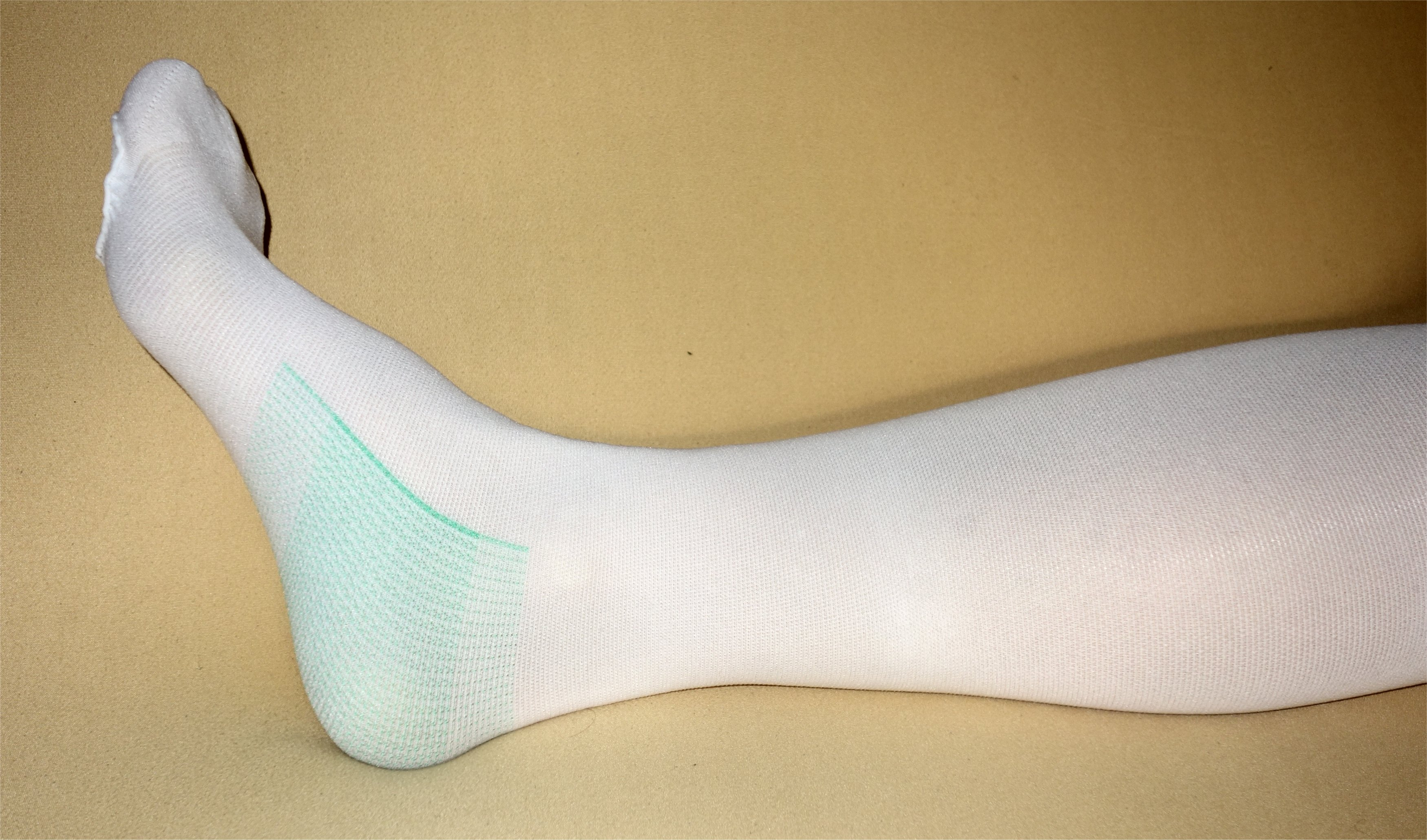
Medias de compresión antiembólicas

Las medias de compresión graduada son calcetines elaborados de material elástico que actúan como dispositivo externo para favorecer el retorno venoso y linfático de las extremidades inferiores. 
Son consideradas el pilar terapéutico no invasivo de la insuficiencia venosa y linfática. Tienen usos adicionales en la tromboprofilaxis y también se han empleado para favorecer la recuperación deportiva.
Fueron inventadas por Conrad Jobst, ingeniero mecánico e inventor, quien era portador de insuficiencia venosa.

## Fundamento
Su funcionamiento se basa en comprimir la extremidad de forma decreciente, más en los tobillos, e ir reduciendo la compresión a medida que se asciende por la extremidad, lo que favorece el flujo de retorno en venas y vasos linfáticos. 
Esta forma de compresión decreciente se explica gracias a la Ley de Laplace que indica:
Presión=Tensión / Radio
Esto muestra como ante una determinada tensión superficial (T) una zona de menor radio (R), como el tobillo, influirá menos sobre la presión resultante que si por el contrario tenemos incrementos en el radio, como sucede por ejemplo al ascender por la pantorrilla y luego en muslo, todo ello frente a una tensión constante llevando así a una disminución de la presión. Este gradiente de presiones mejora el flujo con el movimiento.